# 唐·德萊斯戴爾
唐納·史考特·德萊斯戴爾（英語：Donald Scott Drysdale，1936年7月23日—1993年7月3日），小名唐·德萊斯戴爾（Don Drysdale），生於美國加州梵耐斯（Van Nuys），前職業棒球選手，右投右打，守備位置為投手，曾效力於美國洛杉磯道奇。1962年球季獲得賽揚獎，1984年進入美國棒球名人堂。

## 生平
1956年進入美國職棒大聯盟布魯克林道奇。與隊友山迪·柯法斯成為道奇隊主力投手。
1962年以25勝9敗的成績獲得賽揚獎。
1969年宣布退休，生涯成績209勝166敗，防禦率2.95。

## 家庭
1986年11月1日，唐·德萊斯戴爾與前女子籃球運動員安·邁耶斯結婚，這是已婚夫婦首次成為各自體育名人堂的成員。他們有三個孩子：小兒子唐（Don Jr）和達倫（Darren），以及女兒德露（Drew）。